# Capela

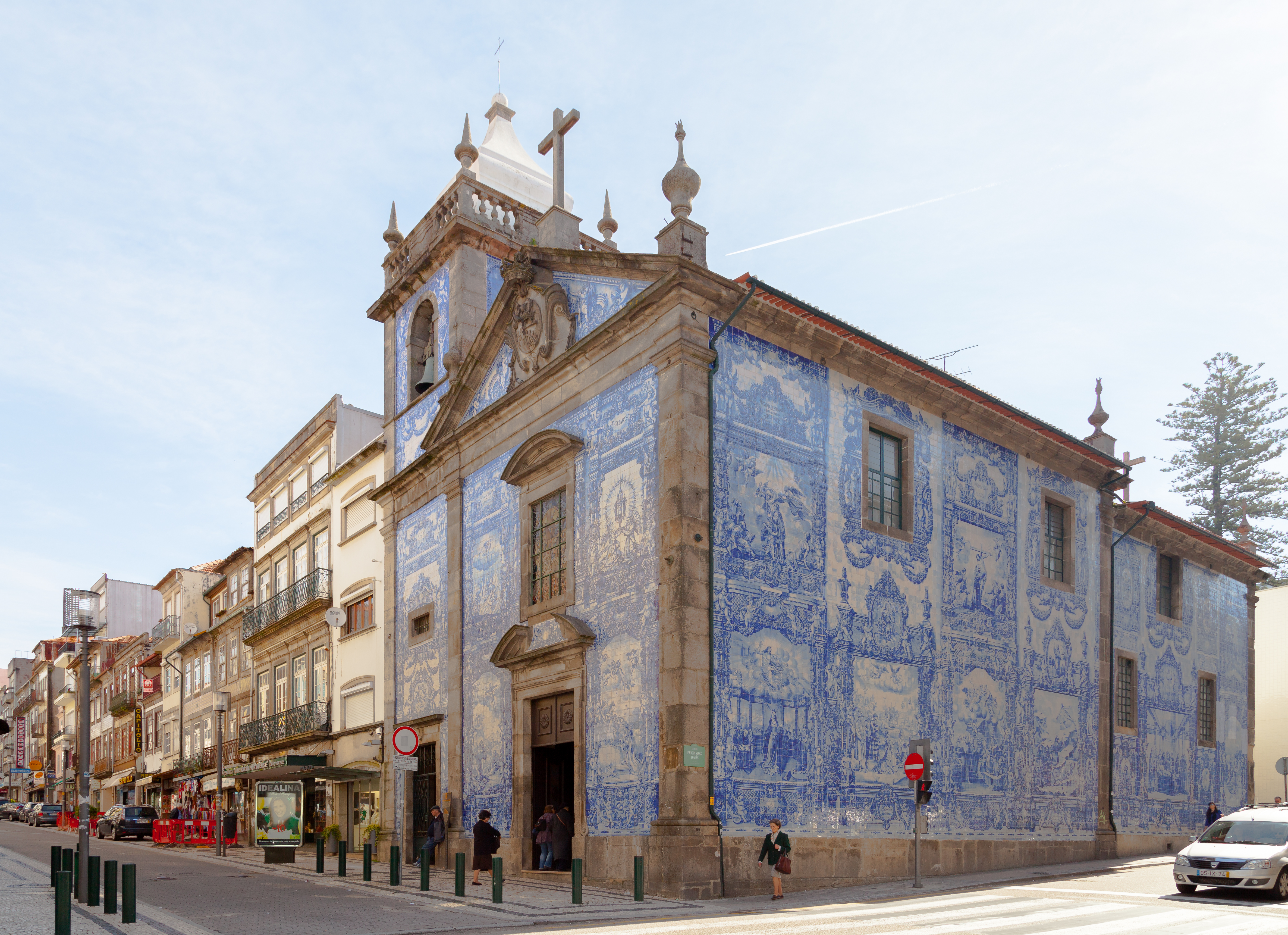
Capela de Santa Catarina (ou das Almas), no Porto, Portugal

Capela ou ermida é um templo cristão secundário. Normalmente são locais para atendimento religioso de grupos específicos de pessoas ou comunidades religiosas. São usuais as capelas de aldeias, colégios, universidades, presídios, conventos, quartéis, castelos, fazendas etc. A designação de ermida é usualmente utilizada para capelas erguidas em sítios ermos.
Na hierarquia religiosa existem as catedrais, as igrejas as capelas. As catedrais são as igrejas principais das dioceses onde o bispo celebra a eucaristia dominical. As igrejas são os templos principais das paróquias sendo uma delas denominada igreja matriz onde o sacerdote celebra a missa principal dominical. As restantes pequenas igrejas são denominadas de capelas onde habitualmente não existe culto religioso diário ou dominical, ou existe apenas por alturas de festividades.
O musicólogo Henry Raynor explica assim a etimologia do termo:
| “ | A palavra "capela" provém da Cappella (ou manto) de são Martinho, a relíquia mais sagrada dos reis francos, sobre o qual se faziam os juramentos e que era levado à frente das tropas em batalhas. Os seus guardiões eram os cappellani e o santuário no qual se guardava era a cappella. Por isso, cappella veio a ser designação de um edifício religioso, inclusive o seu mobiliário e pessoal, isto é, tudo o que fosse necessário para o culto de um rei ou nobre. | ” |